# Glubokij Sabun
Il Glubokij Sabun (in russo Глубокий Сабун?) è un fiume della Russia siberiana occidentale, ramo sorgentizio di sinistra del Sabun. Scorre nel Nižnevartovskij rajon del Circondario autonomo degli Chanty-Mansi-Jugra.
Il fiume ha origine dagli Uvali siberiani e scorre con direzione mediamente sud-occidentale attraverso una zona paludosa; alla confluenza con il fiume Sarmsabun forma il fiume Sabun (affluente del Vach). Il fiume ha una lunghezza di 200 km e il suo bacino è di 3 320 km². Il maggior affluente, proveniente dalla sinistra idrografica è l'Ėlleëgan (81 km).